# Оштра континентална клима
Оштра континентална клима је варијетет умерне климе која је карактеристична унутрашње делове континената, удаљене од морских и водених површина. Карактерише је велика амплитуда средњих дневних и месечних температура. У јануару се температура спушта и до -70°C, а лети у јулу може достићи и 35°C, што указује на амплитуду од чак 105°C. Количина падавина је изузетно мала, до 150 милиметара максимално. Облачност је незнатна, а ваздушни притисак углавном низак. Испаравање је веома повишено. Овакава клима карактеристична је за источни Сибир, нарочито за област Верхојанск—Ојмјакон. Идући ка северу постепено прелази у поларну климу.